# Marc Garneau
Joseph Jean-Pierre Marc Garneau (ur. 23 lutego 1949 w Quebecu, zm. 4 czerwca 2025 w Montrealu) – kanadyjski astronauta, fizyk i polityk.

## Życiorys
W 1979 ukończył fizykę inżynieryjną na Royal Military College of Kingston w Ontario, w 1973 doktoryzował się na Imperial College of Science and Technology w Londynie. W latach 1974–1989 służył jako oficer marynarki kanadyjskiej i inżynier wojskowy, w 1982 otrzymał stopień komandora. W 1983 został przeniesiony służbowo do Ottawy jako specjalista od komunikacji morskiej i wojskowego wyposażenia i systemów elektronicznych. 
5 grudnia 1983 został wyselekcjonowany jako kandydat na astronautę, przeszedł kursy i szkolenia i od 5 do 13 października 1984 jako specjalista ładunku uczestniczył w misji STS-41-G trwającej 8 dni, 5 godzin i 23 minuty. W 1992 został specjalistą misji Narodowej Agencji Aeronautyki i Przestrzeni Kosmicznej (NASA) w Stanach Zjednoczonych, od 19 do 29 maja 1996 brał udział w misji STS-77 trwającej 10 dni i 39 minut. Od 1 do 11 grudnia 2000 odbywał swój trzeci lot kosmiczny w ramach misji STS-97 trwającej 10 dni, 19 godzin i 59 minut. Łącznie spędził w kosmosie 29 dni, 1 godzinę i 59 minut.
Opuścił NASA 31 stycznia 2001. Od 22 listopada 2001 do 28 listopada 2005 był dyrektorem Kanadyjskiej Agencji Kosmicznej. W październiku 2008 został wybrany do Izby Gmin (niższej izby kanadyjskiego parlamentu) z ramienia Partii Liberalnej, z listy z Montrealu. W 2015 objął funkcję ministra transportu w rządzie Justina Trudeau, którą sprawował do 2021. Od 12 stycznia do 26 października 2021 zajmował stanowisko ministra spraw zagranicznych. W marcu 2023 zrezygnował z mandatu parlamentarnego.

## Odznaczenia
- Companion Orderu Kanady – 2003[5]
- Officer Orderu Kanady – nadanie 1984, wręczenie (inwestytura) 1985[5]
- Medal Złotego Jubileuszu Królowej Elżbiety II (odmiana kanadyjska) – 2002[6]
- Medal Diamentowego Jubileuszu Królowej Elżbiety II (odmiana kanadyjska) – 2012[7]
- NASA Exceptional Service Medal (1997)
- Medal za Lot Kosmiczny (NASA, trzykrotnie)
- Universal Astronaut Insignia za lot orbitalny (nr 152) – Stowarzyszenie Uczestników Lotów Kosmicznych (Association of Space Explorers(inne języki))[8]

I inne.